# Сантьяго-дель-Тормес
Сантьяго-дель-Тормес (ісп. Santiago del Tormes) — муніципалітет в Іспанії, у складі автономної спільноти Кастилія-і-Леон, у провінції Авіла. Населення — 162 особи (2010).
Муніципалітет розташований на відстані близько 140 км на захід від Мадрида, 65 км на південний захід від Авіли.
На території муніципалітету розташовані такі населені пункти: (дані про населення за 2010 рік)
- Ла-Аліседа-де-Тормес: 63 особи
- Кардедаль: 9 осіб
- Оркахо-де-ла-Рібера: 37 осіб
- Ла-Ластра-дель-Кано: 16 осіб
- Ластрілья: 3 особи
- Навасекілья: 34 особи

## Демографія
Динаміка населення (INE ):